# At-Tāriq
At-Tāriq (arabisch الطارق aṭ-Ṭāriq ‚Der sich bei Nacht einstellt‘; ‚Der Nachtstern‘) ist die 86. Sure des Korans, sie enthält 17 Verse. Die Sure gehört zu den frühen Teilen des Korans, die in Mekka offenbart wurden (610–615). Ihr Titel bezieht sich auf den ersten Vers.
Der erste, frühere Teil umfasst die einleitenden zehn Verse.  Die Frage in Vers 2, was der namensgebende Tariq sei, wird im folgenden Vers beantwortet: es ist der leuchtende Stern. Hierauf wird von der Allmacht Gottes und der göttlichen Erschaffung des Menschen auf die Möglichkeit der Auferstehung der Toten geschlossen. 
Der zweite Teil, ab Vers 11, ist etwas später entstanden. Hier wird nach einer Beschwörung von Himmel und Erde die Echtheit der koranischen Offenbarung gegen listige Widersacher bestätigt, denen Gott seinerseits mit Überlistung droht. Der Schlussvers bekräftigt den göttlichen Willen, den Ungläubigen einen Aufschub zu gewähren, und so soll auch Mohammed ihnen eine Frist gewähren. Dieser Vers, wie auch die übrigen Verse, die gegenüber den Polytheisten eine abwartende Haltung empfehlen und einen friedlichen Ton anschlagen, sei nach Meinung einiger Kommentatoren durch den erst zu Medina offenbarten Schwertvers in Sure 9 abrogiert, d. h. aufgehoben worden.